# Pere Delmunt
Pere Delmunt va néixer al segle xvi. Doctor en dret civil i canònic. Va ser rector de la Universitat de l'Estudi General de Barcelona possiblement entre els anys 1584 i 1586.
Va morir a finals del segle XVI o principis del segle xvii.